# Betriebsleittechnik
Die Betriebsleittechnik im Schienenverkehr dient in erster Linie der Zentralisierung der Bedienung und der Automatisierung und Optimierung des Verkehrs. Einsatzmöglichkeiten sind Betriebsleitzentralen sowohl im Nahverkehr, als auch im Fernverkehr und bei Industriebahnen. Typische Vertreter der Betriebsleitzentralen sind unter anderem Fernsteuerzentralen, Betriebssteuerzentralen, Dispositionszentralen und Betriebszentralen.

## Fernsteuerzentrale
Die Fernsteuerzentrale ist eine Zentrale mit modernen Bedienplätzen, die über eine Fernwirktechnik mit den Stellwerken verbunden ist. Auf Detail- und Übersichtsbildern wird der Zustand der Elemente der Strecke, wie Signalstellungen, Weichenlagen, Gleisfreimeldezustände angezeigt. Das sind Informationen, die vom Stellwerk geliefert werden. Der Fahrdienstleiter hat die Möglichkeit, von der Zentrale aus Stellwerksbedienungen durchzuführen. Vom Stellwerk gelieferte Störungen und von der Zentrale erkannte Besonderheiten werden in einem elektronischen Logbuch festgehalten. Einsatzmöglichkeiten für Fernsteuerzentralen gibt es auf wenig befahrenen Strecken im Fernverkehr oder auf Strecken mit ganz geringer Vernetzung im Nahverkehr. Vorteilhaft bei diesem System ist, wenn die Stellwerke über einen Selbststellbetrieb verfügen. Dann muss der Fahrdienstleiter nur eingreifen, wenn Züge anders als im Selbststellbetrieb vorgesehen fahren sollen. Fernsteuerzentralen auf Rechnerbasis gibt es seit Ende der 1970er Jahre. Sie werden noch heute neu installiert.

## Betriebssteuerzentrale
Die Betriebssteuerzentrale ist eine Zentrale, die gegenüber der Fernsteuerzentrale noch zusätzlich über Automatikfunktionen verfügt. Üblich sind ein integriertes Zugnummernsystem und eine integrierte automatische Zuglenkung. Das Zugnummernsystem erkennt auf Grund der Informationen vom Stellwerk die Zugbewegungen und zeigt die Zugstandorte auf den Detail- und Übersichtsbildern an. Die automatische Zuglenkung stellt vollautomatisch die Fahrstraßen für die Züge. Im Nahverkehr lassen sich die Fahrstraßen z. B. aus den Linien und den Zugzielen ableiten. Im Fernverkehr werden die Fahrstraßen den Fahrplanangaben entnommen, woraus sich ergibt, dass in diesem Fall zusätzlich ein Fahrplansystem benötigt wird. Bei einem vorhandenen Fahrplansystem lassen sich auch die aktuellen Planabweichungen (Verspätungen) berechnen, die dann dem Fahrdienstleiter zusammen mit den Zugnummern auf den Detail- und Übersichtsbildern angezeigt werden können. In der Betriebssteuerzentrale muss ein Fahrdienstleiter normalerweise nur noch im Störungsfall eingreifen. Einsatzmöglichkeiten gibt es vor allem im Nah- und im Fernverkehr mit einem hohen Verkehrsaufkommen. Betriebssteuerzentralen gibt es seit Beginn der 1980er Jahre. Sie sind heute noch der am meisten verkaufte Zentralentyp im Nahverkehr.
Eine Erweiterung der Betriebssteuerzentrale kann ein Fahrgastinformationssystem sein, das automatisch die Zugzielanzeiger an den Bahnsteigen oder die Abfahrts- und Ankunftsanzeiger im Bahnhofsbereich ansteuert und eventuell zusätzlich automatisch die Durchsagen ausführt.

## Dispositionszentrale
Dispositionszentralen bekommen keine Stellwerksmeldungen, sondern Zugstandorte. Diese können entweder von Zugnummernsystemen, von Betriebssteuerzentralen, von Lesegeräten an der Strecke oder GPS-Systemen auf der Lokomotive geliefert werden. Dispositionssysteme prognostizieren den Verlauf der Zugfahrten in der nächsten Zeit auf der Basis des aktuellen Zugstandortes und der Fahrplanangaben und zeigen das Ergebnis auf Zeitweglinienbildern (Bildfahrplan) an. Die Dispositionszentralen können Konflikte im Prognosezeitraum erkennen und auf dem Zeitweglinienbild anzeigen. Der Disponent hat die Möglichkeit, diese Konflikte zu lösen und das Ergebnis dem Fahrdienstleiter in den Stellwerken oder in den Betriebsleitzentralen telefonisch mitzuteilen. Das Ziel einer Dispositionszentrale ist eine höhere Pünktlichkeit und ein höherer Durchsatz auf Strecken mit hohem Verkehrsaufkommen. Eventuell kann durch Einsatz einer Dispositionszentrale ein Streckenneubau vermieden werden. Einsatzmöglichkeiten gibt es vor allem im Fernverkehr auf stark belasteten Hauptstrecken. Beispiel einer Dispositionszentrale ist die „Rechnergestützte Zugüberwachung“ (RZÜ) der Deutschen Bahn. Dispositionszentralen gibt es seit Mitte der 1980er Jahre. Anstatt Dispositionszentralen werden heute meist Betriebszentralen eingesetzt.

## Notfallleitstellen
Bundesweit sind acht Notfallleitstellen in den Betriebszentralen (BZ) der DB Netz AG eingerichtet. Die Notfallleitstellen verfügen über die Möglichkeit direkt die zuständige Notrufabfragestelle 112 bzw. die 110 zu erreichen. Sie veranlassen erste Schutzmaßnahmen, bestätigen durchgeführte Maßnahmen und können weitere Hilfen aufrufen. Daneben bestehen so genannte 3-S-Zentralen für den Bereich von Personenbahnhöfen, deren Zuständigkeit sich ausschließlich auf den Bereich außerhalb von Gleisanlagen, d. h. Bahnsteige, Verkaufsflächen, Rolltreppen u. ä. erstreckt.
Die jeweilige örtliche Einsatzleitung hat die Verantwortung für den Einsatz. Sie führt alle Einsatzkräfte am Ereignisort; der Einsatzleiter hält dort den Kontakt zum Notfallmanager der Deutschen Bahn. Dieser wiederum hat Kontakt zu „seiner“ Leitstelle. Eine Gleissperrung, die zum Schutz der Einsatzkräfte vor Ort vorgenommen wurde, kann ausschließlich auf Veranlassung des Notfallmanagers und mit Zustimmung des örtlichen Einsatzleiters wieder aufgehoben werden (also nicht durch die Notfallleitstelle oder irgendeinen Fahrdienstleiter).

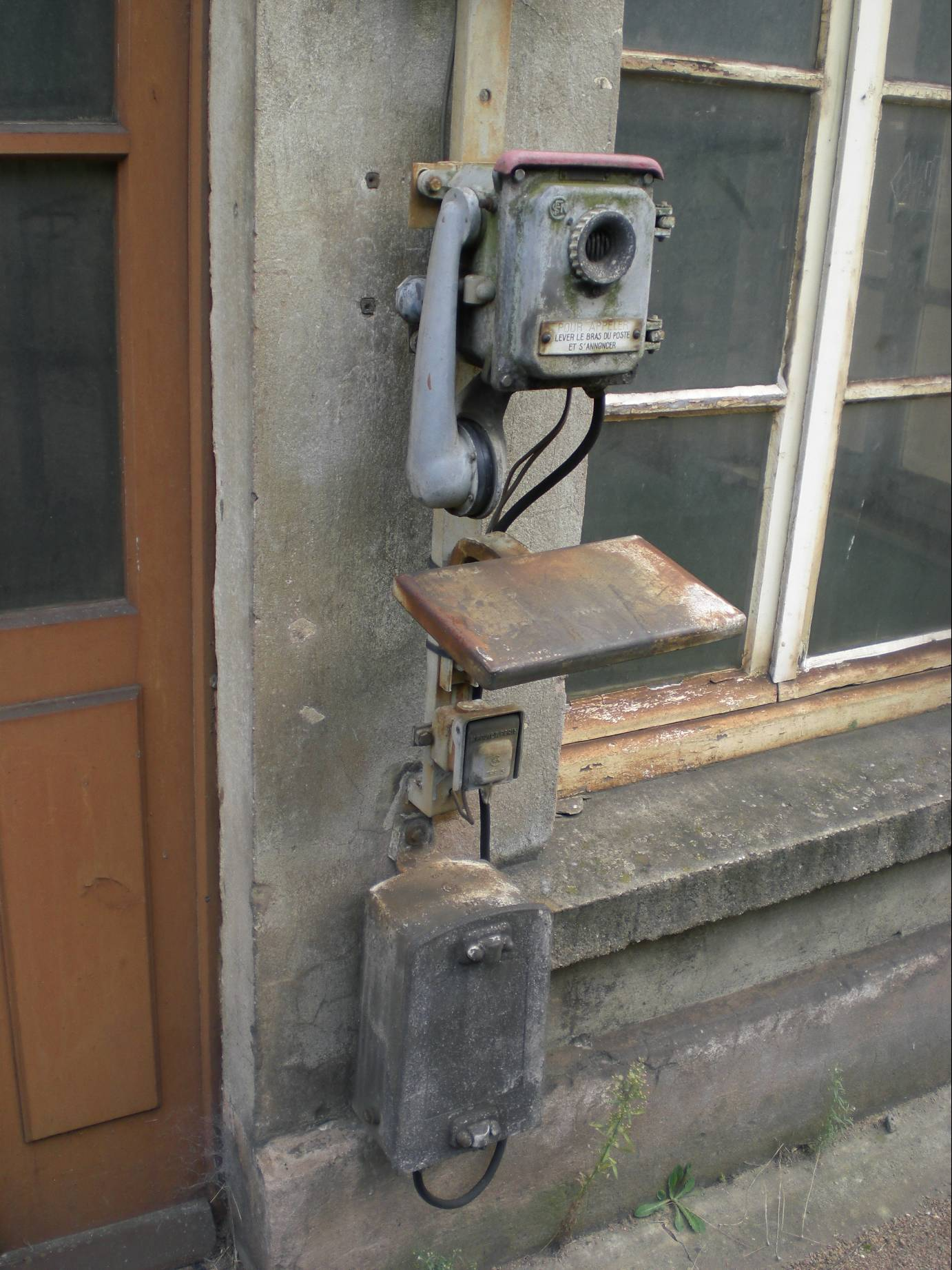
Telefon an der Bahnstation Hombourg-Haut, Modell Siemens

## Ausbaumöglichkeiten der Betriebsleitzentralen
- Integrierte Videoüberwachung von Bahnübergängen und Bahnsteigen
- Integrierte Bedienung des Telekommunikationssystems (Streckentelefone, Zugfunk)
- Integrierte Anzeige der Fahrstromzustände, die von einem Bahnstromsystem geliefert werden
- Integriertes Störungsmanagement
- Integriertes Sperrenmanagement
- Integriertes Fahrplansystem
- Integriertes Fahrplanauskunftssystem
- Integrierte Überwachung der Standorte von Lokomotiven und Wagen, samt Ermittlung der Laufleistung der Lokomotiven und Wagen (Flottenmanagement)
- Integrierte Umlaufplanung von Lokomotiven und Wagen
- Integrierte Umdisposition von Lokomotiven und Wagen bei Verspätungen
- Integrierte Überwachung des Aufenthaltsortes des Zugpersonals
- Integrierte Einsatzplanung des Zugpersonals
- Integrierte Umdisposition des Zugpersonals bei Verspätungen
- Integriertes Bahnstromsystem
- Integrierte Anzeige und Bedienung von Elementen an der Strecke oder in Bahnhöfen, z. B. Rolltreppen, Aufzüge oder Einbruchsensoren in den Bahnhöfen, Heißläuferortungssysteme an der Strecke
- Integrierte Planung von Baustellen und Koordinierung mit der Verkehrsplanung
- Integrierte Überwachung des Fortschritts an Baustellen
- Integriertes Unfallmanagement

## Verwandte Begriffe
- Rechnergestütztes Betriebsleitsystem
- Leittechnik
- Leitstand